# Franc Horvat (slikar)
Franc (Frančišek) Horvat, slovenski slikar, * 30. november 1870, Cerkvenjak, † 1944, Maribor.

## Življenje
Že leta 1886 ga najdemo v Gornikovi podobarski delavnici v Sv. Trojici, v letih 1889 do 1891 pa je delal pri lenarškem slikarju Martinu Pivcu. Po odsluženi vojaški obveznosti se je odpravil v Gradec k slikarskemu mojstru Achleitnerju, tam končal obrtno šolo ter leta 1895 začel samostojno pot v Gornji Radgoni.
V letu 1898 je nekaj mesecev študiral na likovni akademiji v Gradcu. Po prvi svetovni vojni in prevratu se je preselil v Maribor in tu imel slikarsko delavnico, kasneje pa kot dekorativni slikar delal tudi v Narodnem gledališču.
Horvatova slikarska dela najdemo po številnih cerkvah po Avstriji, v hrvaški Slavoniji, predvsem pa na širšem območju Slovenskih goric in Dravske doline. Nabožne slike je delal kot freske ali zidne tempere, znanih pa je tudi nekaj oljnih portretov in tihožitij, s katerimi je uspešno sodeloval na prvi slovenski umetnostni razstavi v Ljubljani ter v dvajsetih letih 20. stl. na obrtnih rastavah v Mariboru. Umrl je leta 1944.

## Vir
- Mesesnel France. »Horvat Franc«. Slovenski biografski leksikon. Ljubljana: ZRC SAZU, 2013 – prek Slovenska biografija.
- Bernard Rajh; Marjan Toš, ur. (2001). Podoba kraja Občine Cerkvenjak. Slovenskogoriški forum. COBISS 45861121. ISBN 961-90917-0-1.